# ギャレット・ハーディン
ギャレット・ハーディン（Garrett Hardin、 1915年4月21日 - 2003年9月14日）は、テキサス州ダラス出身のアメリカの生態学者である。1963年から1978年まで、カリフォルニア大学サンタバーバラ校で生態学の教授を務め、人口過多に警鐘を鳴らした。
1968年に「共有地（）の悲劇」をサイエンス誌に投稿し、個人の配慮のない行動が環境を損なう危険性を警告した。
また、彼の「救命ボート上に生きる」で提唱された救命ボートの倫理は、反人道的であるとして批判を受けた。
2003年9月、62回目の結婚記念日の直後に、サンタバーバラの自宅で妻とともに自殺した。